# Abraliopsis chuni
Abraliopsis chuni е вид главоного от семейство Enoploteuthidae.

## Разпространение
Видът е разпространен в Сомалия.